# Літні Олімпійські ігри 1980
Лі́тні Олімпі́йські і́гри 1980 або XXII Літні Олімпійські ігри — міжнародне спортивне змагання, яке проходило під егідою Міжнародного олімпійського комітету у місті Москва, СРСР, з 19 липня по 3 серпня. Додатково, відбіркові групові футбольні турніри приймали Ленінград, Київ, Мінськ, вітрильну регату приймав Таллінн.
Радянські атлети на іграх отримали підтримку з боку держави через приховування їхніх позитивних випробувань на нелегальний допінг. Згідно з дослідженнями, жодна радянська медаль не була чистою. Спадкоємцем радянської системи стане Російська Федерація.

## Значення Олімпіади для СРСР
У 1980 спливав термін, який рішеннями XXII з'їзду КПРС (жовтень 1961) і був закладений в основний державний директивний документ, Програму КПРС («Програма побудови комунізму в СРСР»). Згідно з цим рішенням і чисельним офіційним гаслам та закликам, єдиновладна Комуністична партія урочисто обіцяла народу, що за 20 років комуністичного будівництва в СРСР до 1980 року в країні буде збудована «в основному» матеріально-технічна база комунізму. Тобто, радянське суспільство буде вже матеріально знаходитися в комунізмі — суспільстві загального добробуту і достатку.
Москва, а також такі великі міста-мільйонники, як Ленінград, Київ, Мінськ тощо — де проходили групові турніри олімпіади і очікувалася велика маса іноземних туристів-глядачів — зазнали «соціальної очистки». З них в безсудовому та терміновому порядку були на час проведення Олімпіади виселені жителі, які знаходилися на обліку в місцевих органах МВС як алкоголіки, наркомани та повії. Для київських алкозалежних був розгорнутий трудовий профілакторій у смт Глеваха.
Були також мобілізовані кадри міліції і КДБ, які вдень і вночі патрулювали у цивільному. У кадри КДБ Москви з республік і областей терміново набиралось нове поповнення із інженерно-технічних працівників і службовців.
Під'їзди та шосейні шляхи до Москви було оточені кордонами, потрапити в Москву пересічним радянським громадянам під час Олімпіади без спеціального дозволу не дозволялося.

## Бойкот олімпіади
Ігри ввійшли в історію спорту і політики ХХ ст. завдяки політичному бойкоту з боку більшості країн Заходу: США, ФРН, Японії, а також більшості ісламських країн — на знак протесту проти військової інтервенції СРСР в Афганістан. У змаганнях взяли участь тільки країни комуністичного блоку та головним чином неісламські країни Азії та Латинської Америки.

## Змагання
Всього в іграх узяло участь більш шести тисяч спортсменів з 81 країни. Було встановлено 36 світових і 39 європейських рекордів, 74 рази оновлені олімпійські рекорди.
Країна-господарка Ігор здобула переконливу перемогу в неофіційному командному підрахунку (80 золотих, 69 срібних і 46 бронзових нагород). У скарбничку збірної приніс 3 золоті, 4 срібні і 1 бронзову медаль гімнаст Олександр Дитятин; вперше в історії радянського спорту триразовим чемпіоном у плаванні став Володимир Сальников; повторив золотий дубль Монреаля фехтувальник Віктор Кровопусков; як і на попередніх іграх, не було рівних метальнику молота Юрію Сєдих; завдяки Олександрові Старостіну, переможцю в сучасному п'ятиборстві, збірна країни виграла і командну першість. Знову перемога на стаєрських дистанціях дісталася спортсменам африканського континенту — Мірутс Їфтер здобув перемоги на 5 і 10 тис. м. Московська Олімпіада принесла успіх британським атлетам Стіву Оветту (800 м) і Себастьяну Коу (1500 м); боксеру Теофіло Стівенсону (Куба); легкоатлетці Сарі Сімеоні (Італія); вище усіх стрибав Ґерд Вессіґ (Німеччина); в індивідуальній гонці переслідуванні на 4 км не було рівних Робертові Діл-Бунді (Швейцарія).

### Національні олімпійські комітети, що брали участь
| - Австралія - Австрія - Алжир - Ангола - Андорра - Афганістан - Бельгія - Бенін - Бірма - Болгарія - Ботсвана - Бразилія - Велика Британія - Угорщина - Венесуела - В'єтнам - Гвіана - Гватемала - Гвінея - НДР | - Греція - Данія - Домініканська Республіка - Замбія - Зімбабве - Індія - Йорданія - Ірак - Ірландія - Ісландія - Іспанія - Італія - Камерун - Кіпр - Колумбія - Конго - КНДР - Коста-Рика - Куба - Кувейт | - Лаос - Лесото - Ліберія - Ліван - Лівія - Люксембург - Мадагаскар - Малі - Мальта - Мексика - Мозамбік - Монголія - Непал - Нігерія - Нідерланди - Нікарагуа - Нова Зеландія - Перу - Польща - Португалія | - Пуерто-Рико - Румунія - Сан-Марино - Сейшельські Острови - Сенегал - Сирія - СРСР - Сьєрра-Леоне - Танзанія - Тринідад і Тобаго - Уганда - Фінляндія - Франція - Чехословаччина - Швейцарія - Швеція - Шрі-Ланка - Еквадор - Ефіопія - Югославія - Ямайка |

## Види спорту
- Бокс
- Легка атлетика
- Плавання
- Стрільба з лука
- Футбол

## Медальний залік
Топ-10 неофіційного національного медального заліку:
| Місце | Країна          | Золото | Срібло | Бронза | Загалом |
| ----- | --------------- | ------ | ------ | ------ | ------- |
| 1     | СРСР            | 80     | 69     | 46     | 195     |
| 2     | НДР             | 47     | 37     | 42     | 126     |
| 3     | Болгарія        | 8      | 16     | 17     | 41      |
| 4     | Куба            | 8      | 7      | 5      | 20      |
| 5     | Італія          | 8      | 3      | 4      | 15      |
| 6     | Угорщина        | 7      | 10     | 15     | 32      |
| 7     | Румунія         | 6      | 6      | 13     | 25      |
| 8     | Франція         | 6      | 5      | 3      | 14      |
| 9     | Велика Британія | 5      | 7      | 9      | 21      |
| 10    | Польща          | 3      | 14     | 15     | 32      |

## Підготовка до олімпіади в Україні
Київ приймав футбольний турнір Олімпіади. Роботи з підготовки до Олімпіади організовував Єсипенко Павло Євменович.